# Condado de Solano
El condado de Solano (en inglés: Solano County), fundado en 1850, es uno de 58 condados del estado estadounidense de California. En el año 2000, el condado tenía una población de 394 542 habitantes y una densidad poblacional de 188 personas por km². La sede del condado es Fairfield.

## Geografía
Según la Oficina del Censo, el condado tiene un área total de 2349.1 km², de la cual 2147.1 km² es tierra y 199.4 km² (8.55%) es agua.

### Condados adyacentes
- Condado de Yolo (norte)
- Condado de Sacramento (este)
- Condado de Contra Costa (sur)
- Condado de Napa & condado de Sonoma (oeste)

### Localidades

#### Ciudades
Benicia |
Dixon |
Fairfield |
Río Vista |
Suisun City |
Vacaville |
Vallejo 

#### Lugares designados por el censo
Allendale |
Elmira |
Green Valley |
Hartley

#### Áreas no incorporadas
Birds Landing |
Collinsville |
Rockville 

## Demografía
En el censo de 2000, había 394 542 personas, 130 403 hogares y 97 411 familias residiendo en el condado. La densidad poblacional era de 188 personas por km². En el 2000 había 134 513 unidades habitacionales en una densidad de 63 por km². La demografía del condado era de 56.37% blancos, 14.71% afroamericanos, 0.79% amerindios, 12.75% asiáticos, 0.79% isleños del Pacífico, 8.01% de otras razas y 6.39% de dos o más razas. 17.64% de la población era de origen hispano o latino de cualquier raza.
Según la Oficina del Censo en 2000 los ingresos medios por hogar en la localidad eran de $54 099, y los ingresos medios por familia eran $60 597. Los hombres tenían unos ingresos medios de $41 787 frente a los $31 916 para las mujeres. La renta per cápita para la localidad era de $21 731. Alrededor del 8.30% de la población estaban por debajo del umbral de pobreza.

## Transporte

### Principales autopistas
- Interestatal 80
- Interestatal 505
- Interestatal 680
- Interestatal 780
- Ruta Estatal 12
- Ruta Estatal 29
- Ruta Estatal 37
- Ruta Estatal 84
- Ruta Estatal 113